# Gran Premio de Alemania del Este de Motociclismo de 1972
El Gran Premio de Alemania del Este de Motociclismo de 1972 fue la novena prueba de la temporada 1972 del Campeonato Mundial de Motociclismo. El Gran Premio se disputó el 9 de julio de 1972 en el Circuito de Sachsenring.
Este sería la última vez que se disputaría este Gran Premio después de once años consecutivos albergando una prueba del Mundial de Motociclismo.

## Resultados 500cc
En la categoría reina, octava victoria de la temporada del italiano Giacomo Agostini, que sigue dominando con mano de hierro el Mundial. Ago tiene 45 puntos de ventaja sobre el segundo clasificado de la general, su compatriota Alberto Pagani.
| Pos.    | Piloto               | Equipo            | Tiempo       | Pts. |
| ------- | -------------------- | ----------------- | ------------ | ---- |
| 1       | Giacomo Agostini     | MV Agusta         | 1h 03' 36" 1 | 15   |
| 2       | Rodney Gould         | Yamaha            | +2' 34" 4    | 12   |
| 3       | Kim Newcombe         | König             | +2' 48" 7    | 10   |
| 4       | Bruno Kneubühler     | Yamaha            | +2' 49"      | 8    |
| 5       | Chas Mortimer        | Yamaha            | +1 Vuelta    | 6    |
| 6       | Bosse Granath        | Husqvarna         | +1 Vuelta    | 5    |
| 7       | Alois Maxwald        | Rotax             | +1 Vuelta    | 4    |
| 8       | Piet van der Wal     | Kawasaki          | +2 Vueltas   | 3    |
| 9       | Árpád Juhos          | Metisse-Matchless | +3 Vueltas   | 2    |
| 10      | Josef Özelt          | Matchless         | +4 Vueltas   | 1    |
| 11      | Michael Schmid       | Yamaha            |              |      |
| Ret     | Gyula Marsovszky     | LinTo             | Ret          |      |
| Ret     | Karl Auer            | Kawasaki          | Ret          |      |
| Ret     | Kurt-Ivan Carlsson   | Yamaha            | Ret          |      |
| Ret     | Sven-Olof Gunnarsson | Kawasaki          | Ret          |      |
| Ret     | Eric Offenstadt      | Kawasaki          | Ret          |      |
| Ret     | Kai Kuparinen        | Kawasaki          | Ret          |      |
| Ret     | Keith Turner         | Suzuki            | Ret          |      |
| Ret     | Hans Braumandl       | Rotax             | Ret          |      |
| Ret     | Alberto Pagani       | MV Agusta         | Ret          |      |
| Fuente: |                      |                   |              |      |

## Resultados 350cc
En 350cc, victoria del británico Phil Read, que se aprovechó de las retiradas del italiano Giacomo Agostini y del finlandés Jarno Saarinen. En la clasificación general, Agostini sigue manteniendo 20 puntos de ventaja sobre Saarinen.
| Pos. | Piloto             | Moto      | Tiempo    | Pts. |
| ---- | ------------------ | --------- | --------- | ---- |
| 1    | Phil Read          | MV Agusta | 54' 40" 6 | 15   |
| 2    | Renzo Pasolini     | Aermacchi | +19" 3    | 12   |
| 3    | Dieter Braun       | Yamaha    | +39" 2    | 10   |
| 4    | Silvio Grassetti   | MZ        | +2' 20" 7 | 8    |
| 5    | Teuvo Länsivuori   | Yamaha    | +2' 30" 8 | 6    |
| 6    | Marcel Ankoné      | Yamsel    | +2' 57" 5 | 5    |
| 7    | Bosse Granath      | Yamaha    |           | 4    |
| 8    | Bruno Kneubühler   | Yamaha    |           | 3    |
| 9    | Kurt-Ivan Carlsson | Yamaha    |           | 2    |
| 10   | Seppo Kangasniemi  | Yamaha    |           | 1    |
| Ret  | Giacomo Agostini   | MV Agusta | Ret       |      |
| Ret  | Jarno Saarinen     | Yamaha    | Ret       |      |

## Resultados 250cc
En el cuarto de litro, Saarinen gana este Gran Premio y ya tiene diez puntos de ventaja sobre Rodney Gould (tercero en esta carrera) y 14 sobre Renzo Pasolini (segundo).
| Pos. | Piloto          | Moto      | Tiempo    | Pts. |
| ---- | --------------- | --------- | --------- | ---- |
| 1    | Jarno Saarinen  | Yamaha    | 46' 19" 2 | 15   |
| 2    | Renzo Pasolini  | Aermacchi | +11" 9    | 12   |
| 3    | Rodney Gould    | Yamaha    | +43" 7    | 10   |
| 4    | János Drapál    | Yamaha    | +2' 38" 7 | 8    |
| 5    | Kent Andersson  | Yamaha    | +2' 45" 8 | 6    |
| 6    | Bernd Tüngethal | MZ        |           | 5    |
| 7    | Géza Repitz     | MZ        |           | 4    |
| 8    | Árpád Juhos     | Yamaha    |           | 3    |
| 9    | Gert Bender     | Maico     |           | 2    |
| 10   | Reiner Richter  | MZ        |           | 1    |
| Ret  | Dieter Braun    | SMZ       | Ret       |      |

## Resultados 125cc
En el octavo de litro, el español Ángel Nieto cayó en la última curva cuando tenía que ver la bandera de cuadros de la victoria. Al final,la victoria fue para Börje Jansson por delante de Chas Mortimer y Kent Andersson, que fueron segundo y tercero respectivamente.
| Pos. | Piloto             | Moto        | Tiempo    | Pts. |
| ---- | ------------------ | ----------- | --------- | ---- |
| 1    | Börje Jansson      | Maico       | 39' 55" 6 | 15   |
| 2    | Chas Mortimer      | Yamaha      | +31" 1    | 12   |
| 3    | Kent Andersson     | Yamaha      | +58" 1    | 10   |
| 4    | Harald Bartol      | Suzuki      | +58" 6    | 8    |
| 5    | Jos Schurgers      | Bridgestone | +2' 01" 4 | 6    |
| 6    | Hartmut Bischoff   | MZ          | +2' 12" 6 | 5    |
| 7    | Ryszard Mankiewicz | MZ          |           | 4    |
| 8    | Bernd Köhler       | MZ          |           | 3    |
| 9    | Benigno Jull       | MZ          |           | 2    |
| 10   | Wolfgang Rösch     | MZ          |           | 1    |
| 11   | Roland Rentzsch    | MZ          |           |      |
| 12   | Gert Bendert       | Maico       |           |      |
| 13   | Luigi Rinaudo      | Yamaha      |           |      |
| 14   | Bela Godany        | MZ          |           |      |
| 15   | Zbyněk Havrda      | Ahra        |           |      |
| Ret  | Ángel Nieto        | Derbi       | Ret       |      |

## Resultados 50cc
Nieto tampoco tuvo fortuna en la prueba de 50 c. o. ya que cuando iba magníficamente colocado tuvo que abandonar por fallo mecánico de su máquina, por lo que dejó el camino fácil para la victoria al holandés Theo Timmer.
| Pos. | Piloto              | Moto     | Tiempo    | Pts. |
| ---- | ------------------- | -------- | --------- | ---- |
| 1    | Theo Timmer         | Jamathi  | 26' 58" 1 | 15   |
| 2    | Hans-Jürgen Hummel  | Kreidler | +50" 8    | 12   |
| 3    | Otello Buscherini   | Malanca  | +1' 16" 8 | 10   |
| 4    | Jan Huberts         | Kreidler | +1' 22" 7 | 8    |
| 5    | Luigi Rinaudo       | Tomos    | +2' 34" 4 | 6    |
| 6    | Ludwig Uhlig        | Eigenbau | +2' 45" 2 | 5    |
| 7    | Eduard Borisenko    | Riga     |           | 4    |
| 8    | Aalt Toersen        | Kreidler |           | 3    |
| 9    | Gernot Weser        | Kreidler |           | 2    |
| 10   | Zbyněk Havrda       | AHRA     |           | 1    |
| 11   | Alexander Smertien  | Riga     |           |      |
| 12   | Volkmar Oelschlägel | Simson   |           |      |
| 13   | Bedrich Fendrich    | MZ       |           |      |
| Ret  | Jan de Vries        | Kreidler |           |      |
| Ret  | Ángel Nieto         | Derbi    | Ret       |      |